# Jurij Maksymow
Jurij Wiljowycz Maksymow, ukr. Юрій Вільйович Максимов, ros. Юрий Вильевич Максимов, Jurij Wiljewicz Maksimow (ur. 8 grudnia 1968 w Chersoniu, Ukraińska SRR) – ukraiński trener piłkarski i piłkarz, grający na pozycji pomocnika, reprezentant Ukrainy.

## Kariera piłkarska

### Kariera klubowa
Wychowanek Szkoły Piłkarskiej Krystału Chersoń, skąd w 1989 trafił do drużyny seniorów Krystału, a potem do Tawrii Symferopol. Na rok wrócił do Krystału Chersoń. W 1991 został zaproszony do Dnipra Dniepropetrowsk. W latach 1994–1997 występował w Dynamie Kijów, z którym odnosił największe sukcesy: Mistrzostwo Ukrainy w 1995, 1996 i 1997 oraz puchar krajowy w 1996. Po trzech sezonach w Dynamie chciał grać w zagranicznym klubie. W 1997 za 3,5 mln marek został sprzedany do niemieckiego klubu Bundesligi Werderu Brema, z którym zdobył puchar Niemiec w 1999. Częste kontuzje przeszkadzali mu grać, dlatego stracił miejsce w podstawowym składzie Werderu i był zmuszony przejść do lidera II ligi SV Waldhof Mannheim. Jednak klub nie awansował do Bundesligi i w 2003 przeszedł do FK Rostów, a potem wrócił do Ukrainy, gdzie występował w klubach Borysfen Boryspol i Metałurh Zaporoże. W 2005 zakończył karierę piłkarską w wieku 37 lat.

### Kariera reprezentacyjna
28 października 1992 zadebiutował w reprezentacji Ukrainy w spotkaniu towarzyskim z Białorusią zremisowanym 1:1, strzelając swojego debiutanckiego gola. Łącznie zaliczył 27 gier reprezentacyjnych, strzelił 5 goli.

## Kariera trenerska
Po zakończeniu kariery zawodniczej od lipca do listopada 2005 był asystentem trenera w klubie Dynama Mińsk. Potem do 2007 pracował na stanowisku głównego trenera CSKA Kijów, a następnie Obołoni Kijów. W styczniu 2010 objął stanowisko głównego trenera Krywbasu Krzywy Róg. 21 kwietnia 2012 po serii nieudanych gier podał się do dymisji, ale kierownictwo klubu nie zaakceptowało jego podania. Dopiero za drugim razem, 9 czerwca 2012 klub zadowolił prośbę trenera o zakończeniu współpracy. 23 sierpnia 2012 podpisał 3-letni kontrakt z Metałurhiem Donieck. 5 sierpnia 2013 został zwolniony z zajmowanego stanowiska. Jednak długo nie przebywał bez pracy, 21 sierpnia podpisał 2 letni kontrakt z rosyjską Mordowiją Sarańsk. W pierwszym sezonie zdobył z drużyną awans do Priemier-ligi, jednak 18 maja 2014 został zwolniony z pracy. 15 maja 2016 stał na czele kazachskiego FK Taraz, którym kierował do listopada 2016. 25 grudnia 2017 został mianowany na stanowisko głównego trenera azerskiego Keşlə Baku. 17 lipca 2018 opuścił klub z Baku. 15 listopada 2019 stał na czele Worskły Połtawa.

## Sukcesy i odznaczenia

### Sukcesy klubowe
- mistrz Ukrainy: 1995, 1996, 1997, 1998
- wicemistrz Ukrainy: 1993
- brązowy medalista Mistrzostw Ukrainy: 1992
- zdobywca Pucharu Ukrainy: 1996
- zdobywca Pucharu Niemiec: 1999
- finalista Pucharu Rosji: 2003

### Sukcesy indywidualne
- 3. miejsce w plebiscycie "Piłkarz roku na Ukrainie": 1996
- wybrany do listy 33 najlepszych piłkarzy roku na Ukrainie: 1999 (nr 1), 2005 (nr 3)